# Televisão na Bahia

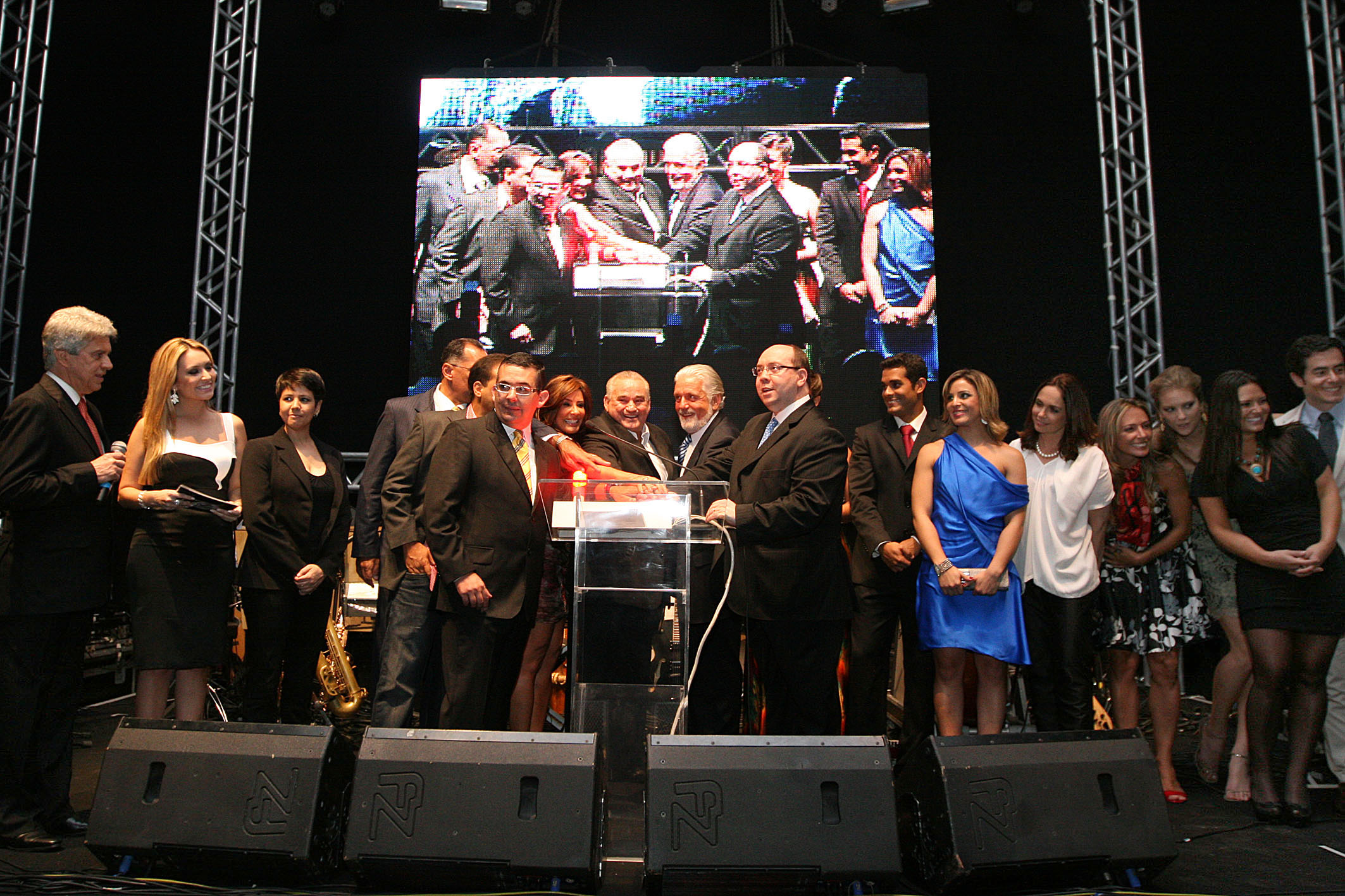
Evento de comemoração dos 50 anos da TV Itapoan em novembro de 2010

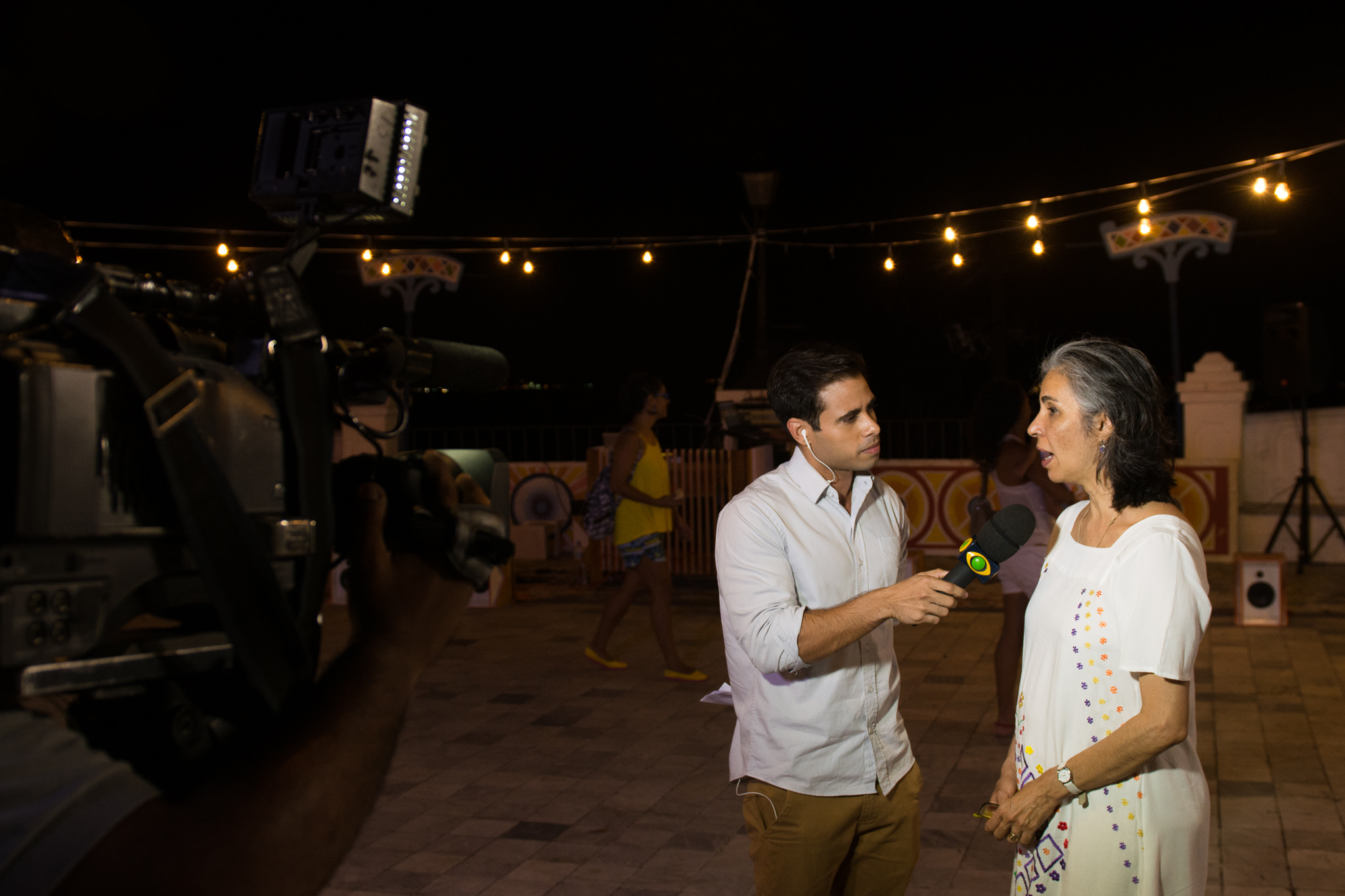
Entrevista da Band Bahia sobre a edição de 2016 do Vivadança Festival Internacional

A televisão na Bahia tem sua história iniciada no período de expansão da televisão pelos países ocidentais, ao longo das décadas de 1950 e 1960. Especificamente no estado brasileiro da Bahia, a inauguração da primeira emissora televisiva foi no ano de 1960, a então TV Itapoan, por iniciativa do conglomerado de mídia brasileiro Diários Associados, então detentora do jornal Diário de Notícias com circulação no território baiano.

## Década de 1960
- Em 19 de novembro de 1960, os Diários Associados, na época sob o comandado de Assis Chateaubriand, inauguram a TV Itapoan pelo canal 5 VHF de Salvador, retransmitindo a programação da TV Tupi. Com isso, é iniciada a produção televisiva do estado da Bahia.[2]
- Em 15 de março de 1969, é inaugurada a TV Aratu, pelo canal 4 VHF de Salvador, possuindo programação independente. No mesmo ano começa a retransmitir a programação da Rede Globo.[3]

## Década de 1980

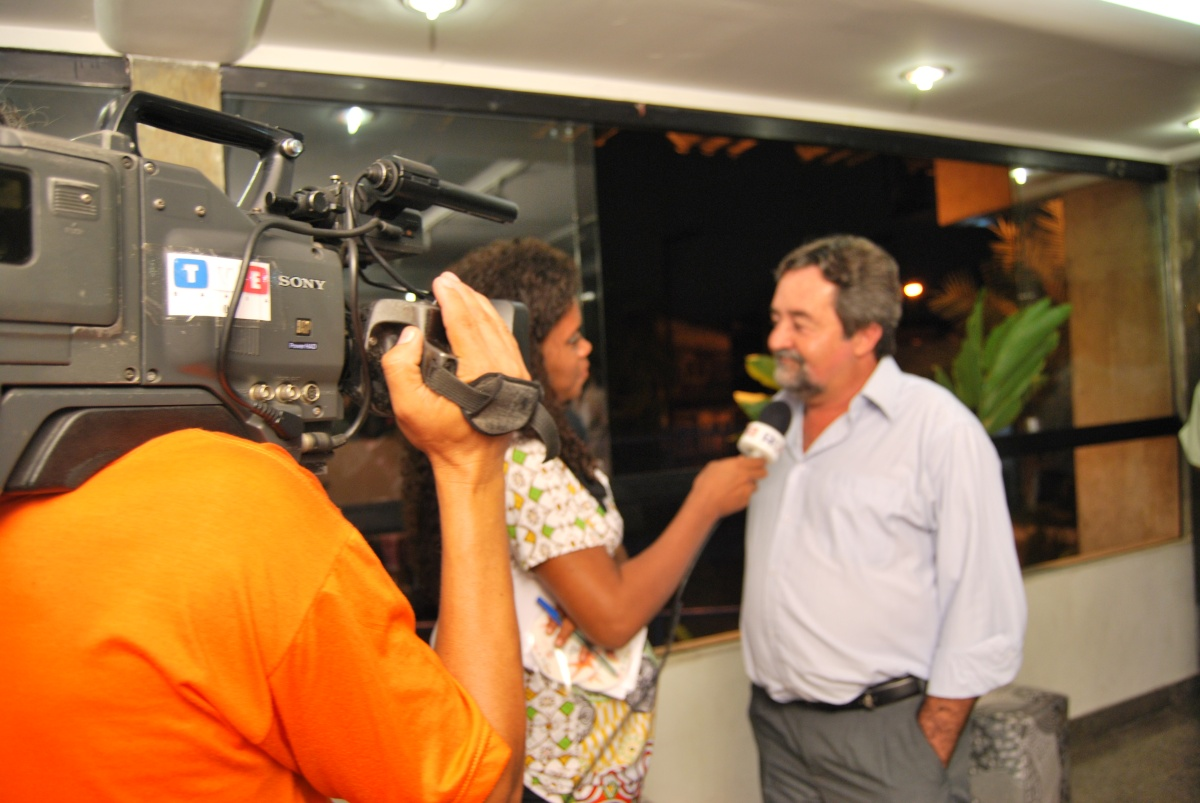
Cobertura na TVE Bahia do lançamento do filme Samba Território

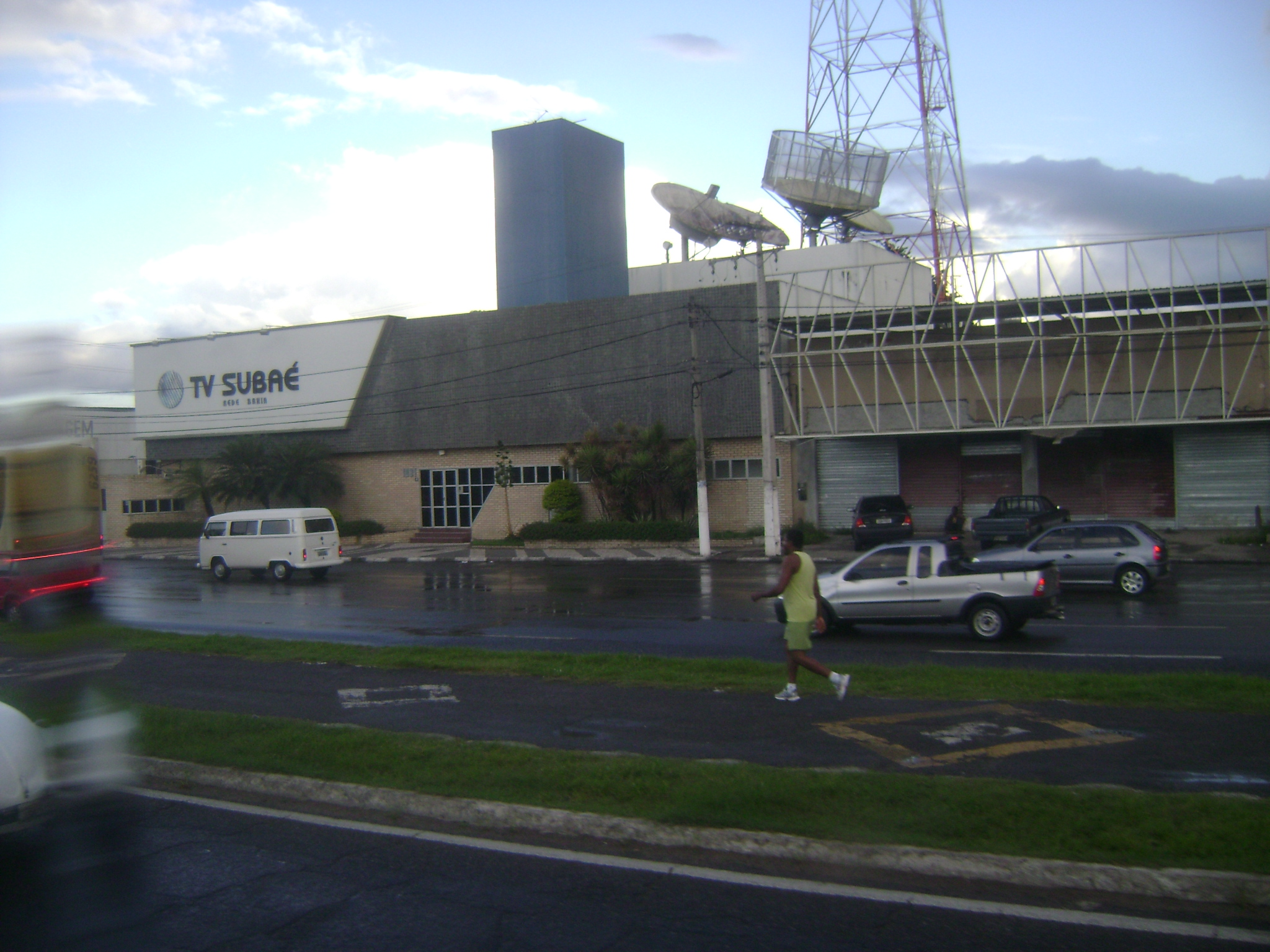
Sede da emissora TV Subaé, na avenida Presidente Dutra, em Feira de Santana

- Em 18 de julho de 1980, a TV Itapoan deixa de retransmitir a Rede Tupi.[4] Diferente da maioria das emissoras dos Diários Associados, se livrou da cassação e foi vendida para o empresário Pedro Irujo, que montou o Sistema Nordeste de Comunicação, retransmitindo programação da Rede de Emissoras Independentes.[2]
- Em 11 de abril de 1981, é inaugurada a TV Bandeirantes Bahia pelo Grupo Bandeirantes, pelo canal 7 VHF de Salvador.[5]
- Em 19 de agosto de 1981, a TV Itapoan passa a retransmitir a programação do recém criado SBT, pelo empresário Silvio Santos.[6]
- Em 10 de março de 1985, é inaugurada a TV Bahia, por ACM Júnior, César Mata Pires e Paulo Augusto Sobral, pelo canal 11 VHF de Salvador, se afiliando inicialmente à Rede Manchete.[7]
- Em 9 de novembro de 1985, é inaugurada pelo Instituto de Radiodifusão Educativa da Bahia (IRDEB), órgão da Secretaria de Comunicação Social do Governo do Estado da Bahia, a TV Educativa da Bahia pelo canal 2 VHF de Salvador.[8]
- Em 1987, a TV Aratu deixa de retransmitir a Rede Globo, após longa briga judicial com a TV Bahia. Por vários dias daquele ano, as duas emissoras baianas retransmitiram o sinal da emissora carioca. Por fim, a TV Aratu torna-se afiliada da Rede Manchete e a TV Bahia da Rede Globo.[9]
- Em 12 de dezembro de 1987, é inaugurada a primeira emissora de televisão do interior do estado, a TV Cabrália de Itabuna, pelo canal 7 VHF, inicialmente afiliada à Rede Manchete.[10]
- Em 1º de junho de 1988, é inaugurada a TV Subaé, pelo Grupo Modesto Cerqueira, no canal 10 VHF de Feira de Santana, retransmitindo a programação da Rede Globo.[11]
- Em 5 de novembro de 1988, é inaugurada a TV Santa Cruz, pela Rede Bahia de Televisão, no canal 4 VHF de Itabuna, retransmitindo a programação da Rede Globo e TV Bahia de Salvador.[12]

## Década de 1990

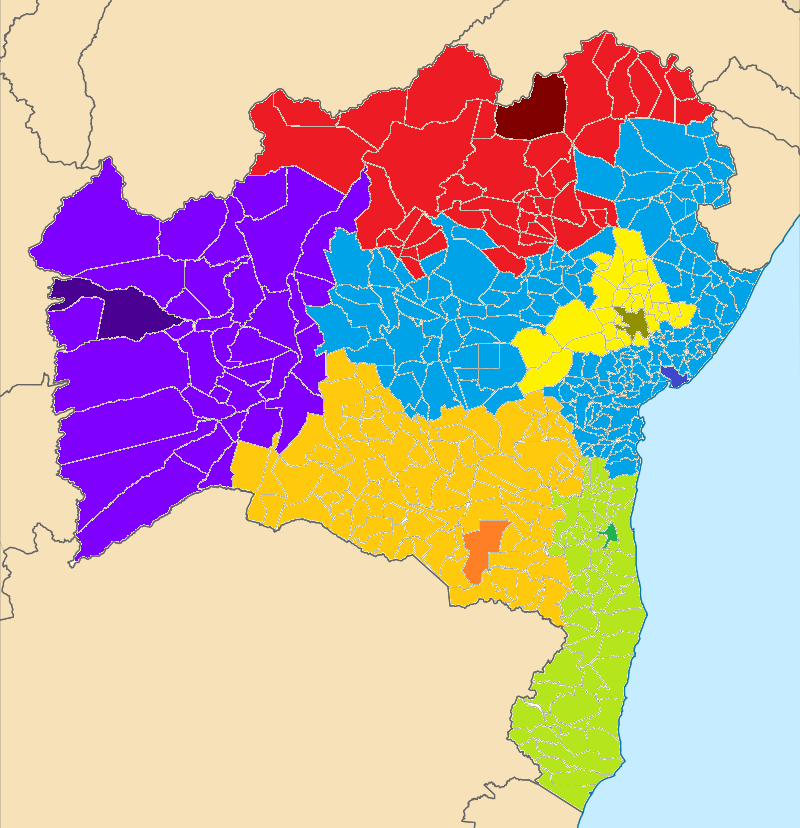
Mapa da cobertura de municípios baianos pelas emissoras afiliadas à Rede Bahia de Televisão

- Em 31 de março de 1990, é inaugurada a TV Sudoeste, pela Rede Bahia de Televisão, no canal 5 VHF de Vitória da Conquista, retransmitindo a programação da Rede Globo e TV Bahia de Salvador.[13]
- Em 1º de dezembro de 1990, é inaugurada a TV Norte, pela Rede Bahia de Televisão, no canal 7 VHF de Juazeiro, retransmitindo a programação da Rede Globo e TV Bahia de Salvador.[14]
- Em 2 de fevereiro de 1991, é inaugurada a TV Oeste, pela Rede Bahia de Televisão, no canal 5 VHF de Barreiras, retransmitindo a programação da Rede Globo e TV Bahia de Salvador.[15]
- Em 1993, a TV Cabrália deixa de retransmitir a Rede Manchete e torna-se afiliada do SBT.[16]
- Em 28 de setembro de 1994, é inaugurada a TV Camaçari, no canal 13 VHF de Camaçari, retransmitindo a programação da TVE Bahia, TVE Brasil e TV Cultura.[17][18]
- Em junho de 1995, a TV Aratu deixa a Rede Manchete e passa a ser uma emissora da CNT.[19]
- Em 1995, a TV Cabrália é comprada pelo Grupo Record e passa a retransmitir a programação da Rede Record a partir de 1º de julho.[20]
- Em outubro de 1995, é inaugurada a TV Cultura do Sertão, pela Fundação Bailon Lopes Pinheiro, no canal 8 VHF de Conceição do Coité, retransmitindo a programação da TVE Bahia, TVE Brasil e TV Cultura.[18]
- Em 3 de novembro de 1996, é inaugurada a TV Sul Bahia, em Teixeira de Freitas, pelo canal 5 VHF, retransmitindo a Rede Manchete.[21]
- Em 1997, a TV Itapoan é comprada pelo Grupo Record e,[22] consequentemente, passa a retransmitir a programação da Rede Record para o estado a partir de 16 de junho de 1997.[23] A TV Aratu passa a retransmitir o sinal do SBT no mesmo dia, que até então era retransmitido pela Itapoan. A TV Cabrália de Itabuna, que retransmitia a Record, passa a ser independente para dar lugar à TV Itapoan.[24]
- Também em 1997, a TV Sul Bahia passa a ser afiliada do SBT, deixando a Rede Manchete.[25]
- Em 1988, a TV Cabrália passa a ser filial da Rede Família, deixando a programação 100% independente.[24]

## Década de 2000

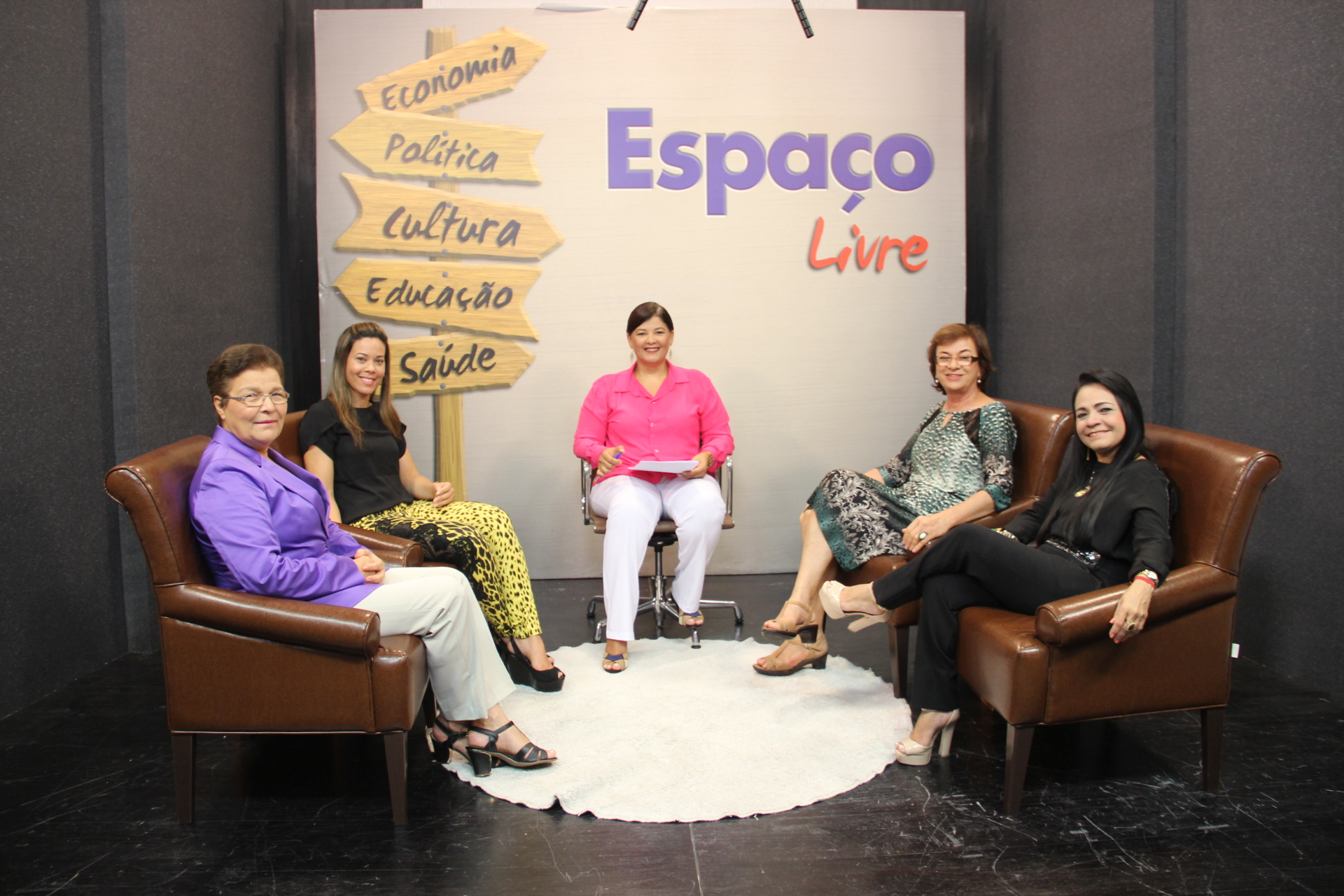
Programa Espaço Livre, da TV ALBA, durante gravações em 2015

- Em 2002, é inaugurada a TV UESB, em Vitória da Conquista, pelo canal 4 VHF, retransmitindo a programação da TVE Bahia, TVE Brasil e TV Cultura.[26]
- Em 2 de fevereiro de 2003, a TV Cabrália passa a retransmitir a programação da Rede Mulher.[16]
- Em setembro de 2003, é inaugurada a TV Valente, em Valente, pelo canal 7 VHF, retransmitindo a programação da TVE Bahia, TVE Brasil e TV Cultura.[27]
- Em 27 de setembro de 2007, a TV Cabrália passa a integrar a Record News, após a extinção da Rede Mulher.[16]
- Em janeiro de 2004, a TV Sul Bahia deixa de retransmitir o SBT para ser afiliada da TV Canção Nova.[28]
- Em 30 de outubro de 2006, a TV Sul Bahia troca TV Canção Nova pela TV+.[29]
- Em 2007, a TV Sul Bahia deixa a TV+ e passa a retransmitir a RIT, sendo comprada pela Fundação Internacional de Comunicação posteriormente.
- Em 13 de junho de 2007, a TV Valente é retirada do ar pela ANATEL devido à falta de outorga.[30]
- Em 1º de dezembro de 2008, a TV Bahia lançou oficialmente as transmissões digitais através do canal 29 UHF (11.1) de Salvador, tornando-se, portanto, a primeira emissora com sinal digital nas regiões Norte e Nordeste do Brasil.[31]
- Em 20 de fevereiro de 2009, após 4 dias da cassação de sua concessão, a TV Camaçari é retirada do ar pela última vez e tem seus transmissores lacrados pela ANATEL, em parceria com a Polícia Federal.[32]
- Em 1º de dezembro de 2009, a TV Aratu iniciou suas transmissões digitais através do canal 25 UHF (4.1) em Salvador.[33]
- Em 17 de novembro de 2009, é inaugurada a CNT Bahia, pelo canal 18 UHF de Salvador.

## Década de 2010

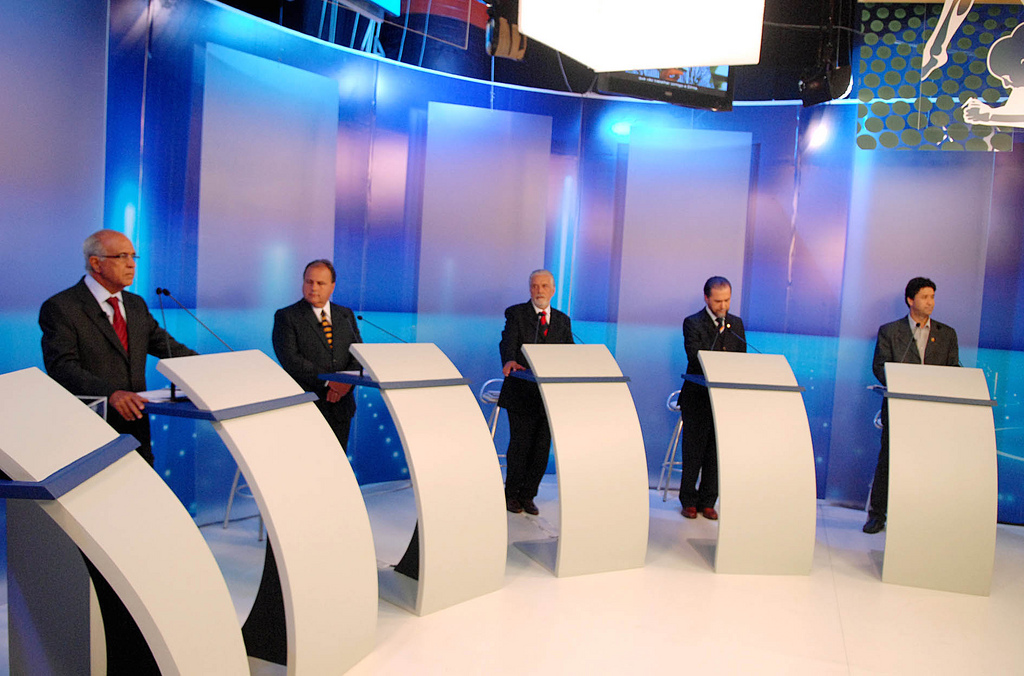
Debate eleitoral televisionado pela TV Bahia entre candidatos ao governo estadual em 2010

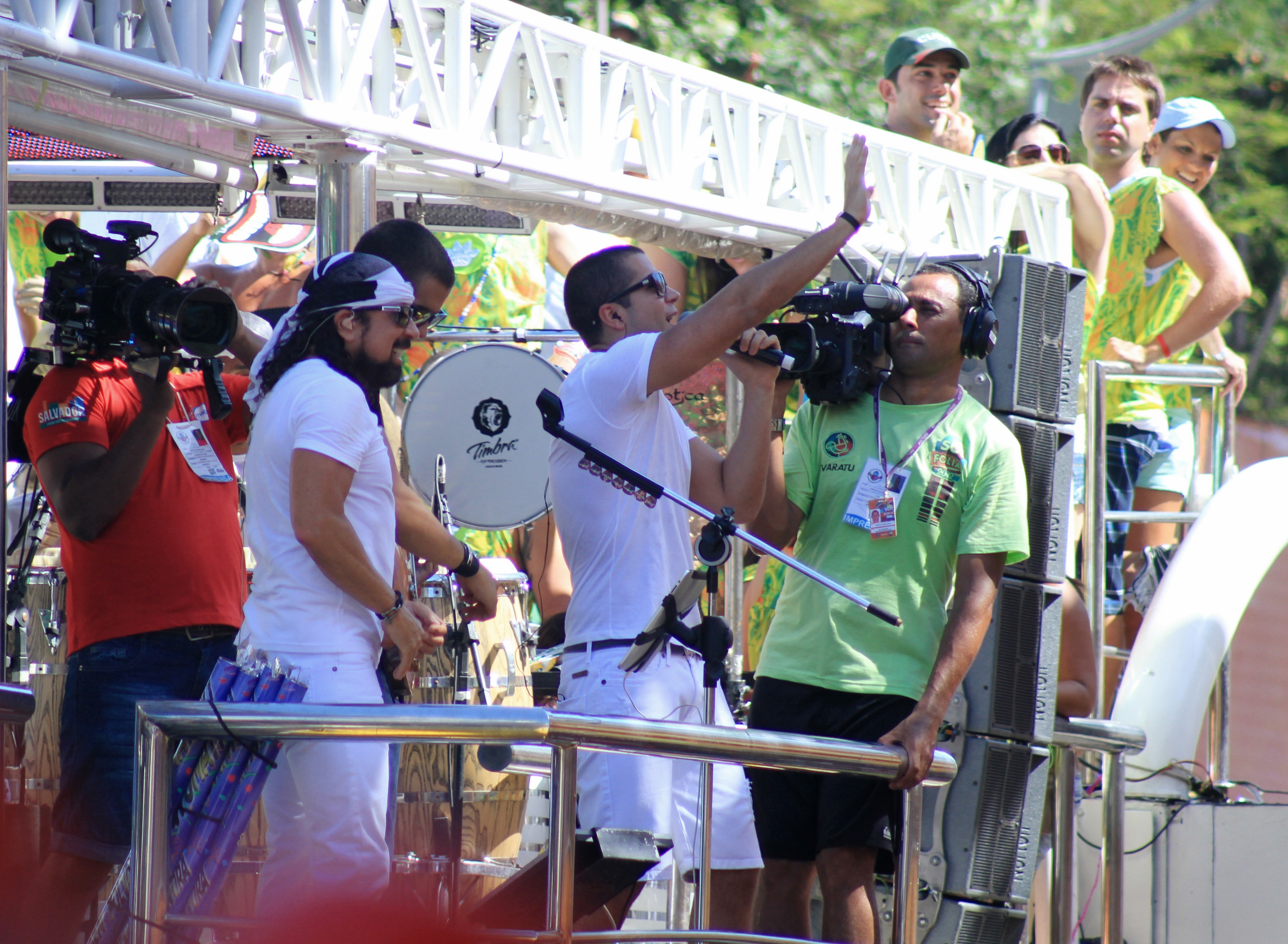
Cinegrafista da TV Aratu filmando a apresentação do Bloco Camaleão no carnaval de Salvador

- Em 11 de junho de 2010, a Band Bahia iniciou suas transmissões digitais através do canal 46 UHF (7.1) em Salvador[34]
- Em 19 de novembro de 2010, a TV Itapoan iniciou suas transmissões digitais através do canal 21 UHF (5.1) em Salvador.[35]
- Em 20 de maio de 2011, é inaugurada a TV Baiana pelo canal 15 UHF de Salvador, retransmitindo a TV Aparecida.[36]
- Em 4 de julho de 2013, a TV Cabrália torna-se TV Record Cabrália e volta a retransmitir a programação da Rede Record para as regiões Sul e Sudoeste da Bahia.[37] Essas regiões deixam de receber o sinal da TV Record Bahia.
- Em 13 de novembro de 2014, a TV Baiana deixa de retransmitir a TV Aparecida e passa a ser afiliada da TV Cultura.[38]
- Em 27 de setembro de 2017, ocorre a interrupção definitiva nas transmissões em sinal analógico nas cidades da Região Metropolitana de Salvador.[39]
- Em 5 de dezembro de 2018, ocorre a interrupção definitiva nas transmissões em sinal analógico nas cidades das regiões de Feira de Santana, Vitória da Conquista e Juazeiro.[40]